# Провальйо-д'Ізео
Провальйо-д'Ізео (італ. Provaglio d'Iseo) — муніципалітет в Італії, у регіоні Ломбардія, провінція Брешія.
Провальйо-д'Ізео розташоване на відстані близько 460 км на північний захід від Рима, 70 км на схід від Мілана, 20 км на північний захід від Брешії.
Населення — 7320 осіб (2014).
Щорічний фестиваль відбувається 29 червня. Покровитель — святий Петро.

## Демографія
Населення за роками:

Станом на 1 січня 2023 року в муніципалітеті офіційно проживали 503 іноземці з 47 країн, серед них 148 громадян країн Євросоюзу та 28 громадян України.

## Сусідні муніципалітети
- Корте-Франка
- Ізео
- Монтічеллі-Брузаті
- Пассірано